# Isaac Babbitt
Pour les articles homonymes, voir Babbitt.
Isaac Babbitt (né le 26 juillet 1799 - mort le 26 mai 1862) est un inventeur et homme d'affaires américain. En 1839, il invente le régule (nommé babbitt en anglais), un alliage utilisé massivement de nos jours dans la fabrication de paliers.

## Invention des paliers au régule
Isaac Babbitt brevette en 1839 l'utilisation d'alliages moulés à base d'étain, jusqu'ici essentiellement connus pour leur bonne moulabilité, en tant qu'insert pour limiter les frottements dans les paliers lisses. Il protège l'utilisation du matériau, sans se limiter à un alliage précis, mais aussi quelques détails de conception relatif à l'intégration de l'alliage dans son palier :
« Je prépare des coussinets, que je destine à être placés dans des logements, ou des corps de palier à semelle. […] L'intérieur de ces paliers est revêtu d'un alliage dur du type de ceux connus sous le nom de métal anglais, ou du potin, lesquels sont à base d'étain. Un excellent alliage pour cet usage, que j'ai destiné à cela, comprend cinquante parts d'étain, cinq d'antimoine, et une de cuivre ; mais je ne me restreins pas à cette composition précise.

[…] Ce que je revendique comme de mon invention, et que je désire protéger par des lettres patentes, est la fabrication de paliers pour des axes et des tourillons, de la manière décrite plus haut, c'est-à-dire : par la coulée de potin ou d'un métal à base d'étain à l'intérieur des paliers, ceux-ci ayant été au préalable préparés et conçus, avec ou sans gorges et épaulements, et doublé d'étain, tel que je l'ai décrit. »
— I. Babbitt, brevet du 17 juillet 1839